# Miguel Lafuente Alcántara
Miguel Lafuente Alcántara (Archidona, Málaga, 10 de julio de 1817-La Habana, Cuba, 27 de agosto de 1850) fue un abogado, político e historiador español.
Hijo de Miguel y de Francisca, hermano de Emilio Lafuente Alcántara y primo hermano de José Godoy Alcántara, pertenecía a una destacada familia de Archidona por su predisposición a las letras. Estudió en los Escolapios de su ciudad natal y luego en el Colegio del Sacromonte de Granada, regido por su tío, José Alcántara Navarro, donde fue condiscípulo de Aureliano Fernández-Guerra con quien le unió una buena amistad. Allí estudió filosofía y jurisprudencia, licenciándose en Leyes en la Universidad de Granada en 1840.
Ejerció la abogacía en Granada y fue miembro de la Junta de Beneficencia y secretario de la Sociedad de socorros mutuos de Jurisconsultos. En 1846 resultó elegido diputado por Archidona, ejerciendo de secretario hasta 1850, año en que fue nombrado fiscal de Hacienda de Cuba. Llegó a la isla el 26 de abril, falleciendo en La Habana el 27 de agosto de 1850, a causa de fiebre amarilla.
En 1847 había sido elegido Académico de la Real Academia de la Historia. Era caballero de la Orden de Carlos III y corresponsal de la Sociedad Oriental de París.

## Obra
A pesar de su corta vida escribió numerosos artículos sobre historia y los siguientes títulos: 
- El libro del viajero en Granada, guía turística de 1843.
- Condiciones y revoluciones de algunas razas españolas y especialmente de la Mozárabe en la edad media, discurso de ingreso en la Real Academia de la Historia, publicado en 1847.
- Investigaciones sobre la montería y los demás ejercicios del cazador, tratado de caza publicado en 1849.
- Historia de Granada comprendiendo la de sus cuatro provincias Almería, Jaén, Granada y Málaga, desde remotos tiempos hasta nuestros días, su obra por excelencia, publicada en Granada en 1843 y en París en 1852, con prólogo de José Zorrilla que fue su amigo.